# ウエイン・W・ダイアー

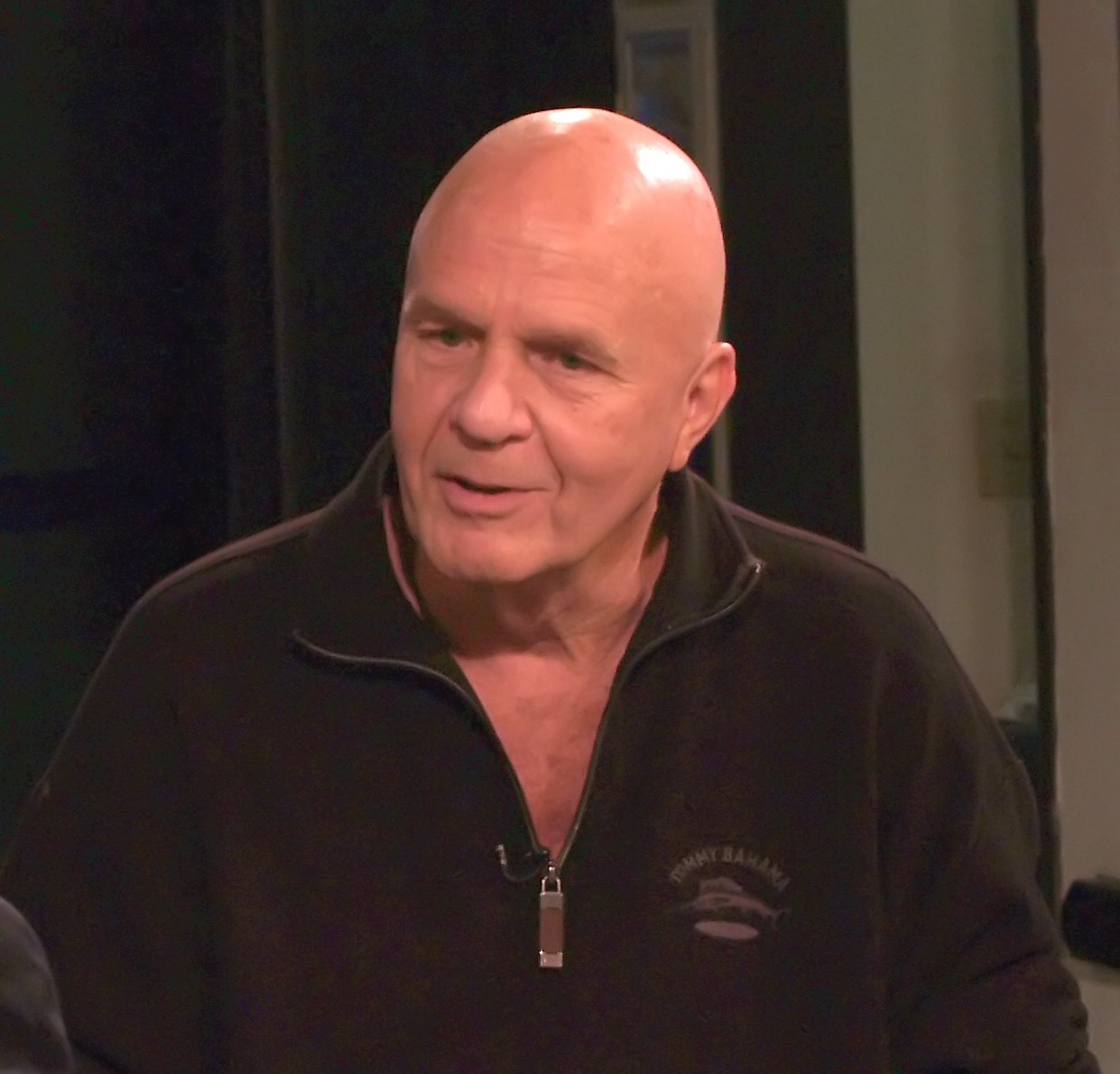
Wayne Walter Dyer (2009)

ウェイン・W・ダイアー（Wayne Walter Dyer、1940年5月10日 - 2015年8月29日）は、アメリカ合衆国の著作家。

## 生涯
1940年5月10日、ミシガン州デトロイトに生まれ。孤児院で育つ。2015年8月29日に心臓発作で死去。
デンビー高校(Denby High School)卒業後、ウェイン州立大学で博士号を取得、心理学博士。ニューヨークのセント・ジョンズ大学准教授を経て執筆・講演活動に入る。全米のラジオ・テレビなどにも出演・講演を行なっている。
マズローの自己実現をさらに発展させ、「個人」の生き方重視の意識革命を提唱している人物であり、新個人主義の旗手として知られる。著作に『自分の時代―知的独立の生涯構想』、『「自分の価値」を高める力』、『「頭のいい人」はシンプルに生きる』などがある。

## 人物
幼い時は、孤児院で育った。若い頃、社会的な出世をもとめてひたすら自分の地位を上げることに奔走した。しかし、哲学の世界から霊的世界への目覚めを体験し、以降、出世欲はなくなり、霊的世界を重視する生き方を提唱するようになった。霊的世界は私たちの源であり、そこからすべてが生まれていること、神とともに生きることの重要性を主張している。

## 著作

### ノンフィクション
- Your Erroneous Zones
- Pulling Your Own Strings
- The Sky's the Limit
- Gifts from Eykis
- What Do You Really Want For Your Children
- Happy Holidays
- No More Holiday Blues
- Everyday Wisdom
- You'll See It When You Believe It
- Real Magic
- Your Sacred Self
- A Promise is a Promise (with Marcelene Dyer)
- Manifest Your Destiny
- Wisdom of the Ages
- There's a Spiritual Solution to Every Problem
- 10 Secrets for Success and Inner Peace
- The Power of Intention
- Inspiration (Renamed Living an Inspired Life, March 2016)
- Being in Balance
- Change Your Thoughts - Change Your Life
- Getting in the Gap
- The Invisible Force
- Living the Wisdom of the Tao
- My Greatest Teacher (with Lynn Lauber)
- Staying on the Path
- The Shift
- Excuses Begone
- Wishes Fulfilled
- Co-creating at Its Best (with Esther Hicks)
- Don't Die with Your Music Still in You (with Serena J. Dyer)
- I Can See Clearly Now
- Memories of Heaven (with Dee Garnes)

### 子供向け
- Good-bye, Bumps! (with Saje Dyer)
- I Am (with Kristina Tracy)
- Incredible You! (with Kristina Tracy)
- It's Not What You've Got! (with Kristina Tracy)
- No Excuses! (with Kristina Tracy)
- Unstoppable Me! (with Kristina Tracy)

## 関連人物
- 渡部昇一 - ウエイン・Ｗ・ダイアーの著作を数多く翻訳している。

| スタブアイコン | サブスタブ | この項目は、まだ閲覧者の調べものの参照としては役立たない、人物に関連した書きかけの項目です。この項目を加筆・訂正などしてくださる協力者を求めています（P:人物伝/PJ:人物伝）。 |